# Amorphophallus aberrans
Amorphophallus aberrans är en kallaväxtart som beskrevs av Wilbert Leonard Anna Hetterscheid. Amorphophallus aberrans ingår i släktet Amorphophallus och familjen kallaväxter. Inga underarter finns listade.